# Filippo Grandi (politico 1922)
Filippo Grandi (Piacenza, 23 dicembre 1922) è un politico e avvocato italiano.

## Biografia
Figlio dell'avvocato e politico Gaetano Grandi, appartenne a un'importante famiglia piacentina di avvocati, iniziata nel 1818 con la fondazione dello studio legale dell'omonimo avo Filippo, patriota, deputato e primo presidente del consiglio provinciale. Studiò prima al collegio San Vincenzo e poi al liceo classico di via Taverna, e conseguì la laurea in giurisprudenza all'Università Cattolica di Milano il 18 marzo 1946. Avviato all'attività forense nello studio di famiglia, ottenne l'abilitazione di procuratore nel 1948 e si specializzò quale avvocato civilista a partire dal 1950.
Fu uno storico esponente del Partito Liberale di Piacenza, sedendo in consiglio comunale ininterrottamente dal 1964 al 1980. Dal 1975 al 1977 fu vice-presidente del Piacenza Football Club, dal 1981 al 1987 fu vice-presidente della locale Cassa di Risparmio, e fu di nuovo eletto consigliere nel giugno 1990. In seguito alle dimissioni di Anna Braghieri, venne eletto sindaco di Piacenza il 15 maggio 1993. Si ritirò dalla vita politica nel febbraio 1994.